# Kamenná (Třebíč)
Kamenná é uma comuna checa localizada na região de Vysočina, distrito de Třebíč.